# Червеноуха костенурка
Червеноухата костенурка (Trachemys scripta) е вид влечуго от семейство Блатни костенурки (Emydidae). Видът е почти застрашен от изчезване.

## Разпространение
Разпространен е в Мексико (Коауила де Сарагоса) и САЩ (Айова, Алабама, Аризона, Арканзас, Вирджиния, Джорджия, Западна Вирджиния, Илинойс, Индиана, Калифорния, Канзас, Кентъки, Луизиана, Мериленд, Мисисипи, Мисури, Мичиган, Небраска, Ню Джърси, Оклахома, Охайо, Пенсилвания, Северна Каролина, Тексас, Тенеси, Флорида, Хавайски острови и Южна Каролина). Внесен е в Гваделупа, Германия, Гърция, Израел, Индонезия, Испания, Италия, Камбоджа, Канада, Китай, Нидерландия, Провинции в КНР, Тайван, Тайланд, Франция, Швейцария, Южна Африка и Япония.